# William Archibald Rae
William Archibald Rae (Thedford, 3 de maio de 1875 – 5 de maio de 1943) era empresário e político provincial de Alberta, Canadá. Ele nasceu em Thedford, Ontário.

## Companhia Argonauta
Rae foi fundamental na fundação da Grande Prairie, Alberta, com seu trabalho como secretário-tesouro na The Argonaut Company Ltd. A empresa comprou e subdividiu terras que se tornaram a cidade. Ele fundou a empresa com seu parceiro de negócios, Alphaeus Patterson.

## Carreira política
Rae correu para um assento na legislatura de Alberta pela primeira vez na eleição geral de Alberta de 1913. Ele foi derrotado por seu ex-parceiro de negócios, Alphaeus Patterson, em uma disputada corrida de 3 vias. Patterson se aposentou no final de seu mandato e Rae concorreu pela segunda vez na eleição geral de 1917 em Alberta, desta vez vencendo o distrito de Peace River por uma larga margem. Ele cumpriu um mandato no cargo antes de ser derrotado por Donald Kennedy, um candidato dos Fazendeiros Unidos de Alberta na eleição geral de 1921 em Alberta.[carece de fontes?]
Rae e Kennedy se enfrentaram na eleição federal canadense de 1925 no distrito federal do Peace River. Rae foi derrotado em um concurso de três vias muito próximo, terminando apenas 42 votos atrás de Kennedy.[carece de fontes?]